# 유계 (1607년)
유계(兪棨, 1607년 ~ 1664년)는 조선의 문신으로, 자는 무중, 호는 시남(市南), 본관은 기계(杞溪)이다.
인조 때 문과에 급제하였으며, 1636년 병자호란 때 청과 척화를 주장하여 유배되었다. 1649년 인조가 죽자 다시 등용되어 부교리가 되었고, 장례 절차를 예론에 따라 시행토록 조선 효종에게 건의하여 그대로 실시하였다. 그는 특히 예론에 대해서 매우 뛰어난 학자였다. 1715년 숙종 때 그가 지은 《가례원류》로 인해 노론·소론 사이에 치열한 당쟁이 벌어졌다. 저서로 《시남집》 등이 있다.

## 가족 관계
- 증조부 : 유함(兪涵)
  - 할아버지 : 유대경(兪大敬)
  - 할머니 : 전주이씨, 이흠례의 딸
    - 아버지 : 유양증(兪養曾)
    - 어머니 : 남이신(南以信)의 딸
      - 부인 : 전주이씨, 이산악(李山岳)의 딸, 세종의 10세손
        - 장남 : 유명윤(兪命胤)
        - 자부 : 윤형성(尹衡聖)의 딸
          - 손자 : 유상기(兪相基)
          - 손서 : 송무석(宋茂錫)

        - 차남 : 유명필(兪命弼)
        - 자부 : 민도(閔燾)의 딸
          - 손자 : 유경기(兪敬基)
          - 손서 : 이후곤(李厚坤)
          - 손녀 : 기계 유씨

        - 삼남 : 유명흥(兪命興)
        - 자부 : 윤문거(尹文擧)의 딸
          - 손자 : 유하기(兪夏基)
          - 손자 : 유진기(兪晉基)
          - 손녀 : 기계 유씨
          - 손녀 : 기계 유씨

        - 사위 : 윤구(尹捄)에게 출가

## 문화재
- 유계 신도비 및 남원윤씨 절행 정판 (전라북도 문화재자료 제135호)
- 임천 칠산서원 목판 (부여군 향토문화유산 제81호)

## 같이 보기
- 윤선거
- 윤증
- 예송 논쟁
- 가례원류
- 이흠례